# (1738) Oosterhoff
Pour les articles homonymes, voir Oosterhoff.
(1738) Oosterhoff est un astéroïde de la ceinture principale.

## Description
(1738) Oosterhoff est un astéroïde de la ceinture principale. Il fut découvert le 16 septembre 1930 à Johannesbourg par Hendrik van Gent. Il présente une orbite caractérisée par un demi-grand axe de 2,18 UA, une excentricité de 0,20 et une inclinaison de 4,9° par rapport à l'écliptique.

## Compléments